# Seven Mile Dam
Der Seven Mile Dam (englisch für „Sieben-Meilen-Damm“) ist ein Staudamm am Pend Oreille River im Südosten der kanadischen Provinz British Columbia.

## Staudamm
Der Seven Mile Dam liegt 15 km südöstlich der Stadt Trail, 10 km oberhalb der Mündung des Pend Oreille River in den Columbia River. Der 1975–1979 errichtete Staudamm ist eine 80 m hohe Gewichtsstaumauer aus Beton. Die Kronenlänge beträgt 347 m. Sie teilt sich auf in einen 107 m langen nördlichen Dammabschnitt, das 102 m lange Kraftwerkshaus, einer 98 m langen und aus fünf Segmenten bestehenden Hochwasserentlastung sowie einem 40 m langen südlichen Dammabschnitt. Die Hochwasserentlastung ist für 13.290 m³/s ausgelegt.

## Stausee
Der 420 ha große und 15,5 km lange Stausee reicht flussaufwärts bis 1,5 km jenseits der US-Grenze. Er wurde erstmals im November 1979 aufgestaut, damals auf eine Höhe von 522,7 m. Im Jahr 1988 wurde das Stauziel auf den aktuellen Wert von 527,3 m erhöht. Der Salmo River mündet 8 km oberhalb der Talsperre in den Stausee. 15,5 km flussaufwärts befindet sich der Boundary Dam, 9 km flussabwärts der Waneta Dam. Das Einzugsgebiet umfasst ungefähr 66.680 km². Der mittlere Abfluss des Pend Oreille River am Seven Mile Dam beträgt 763 m³/s.

## Kraftwerk
Das von BC Hydro betriebene Kraftwerk besitzt vier Einheiten mit einer installierten Gesamtleistung von 848 MW. Zwischen 1979 und 1981 wurden drei Einheiten mit Leistungen von 214 MW, 214 MW und 200 MW in Betrieb genommen. Die vierte Einheit mit 220 MW ging 2003 in Betrieb. Die Ausbauwassermenge liegt bei 1472 m³/s. Die Fallhöhe beträgt 61 m. Die erwartete Jahresenergieproduktion beträgt 3200 GWh.

## Abflussregulierung
Der Zufluss in den Stausee wird hauptsächlich von den 10 oberstrom gelegenen Wasserkraftwerken bestimmt. Während der Schneeschmelze im Frühjahr zwischen Mitte Mai und Mitte Juni treten die höchsten Zuflüsse im Jahr auf. Das Kraftwerk wird als Laufwasserkraftwerk betrieben.  Die täglichen Wasserstandsschwankungen des Stausees werden im Winter beschränkt, um Ufererosionen zu vermeiden. Im Sommer werden sie ebenfalls beschränkt, da sich in dieser Zeit viele Erholungssuchende am See aufhalten. Während der Laichzeit des Weißen Störs in der Zeit von Juni bis August, wird der Abfluss in den abstrom gelegenen Fluss reduziert.